# Tubará
Tubará es un municipio colombiano del departamento del Atlántico. Cuenta con un área 176 kilómetros cuadrados y una temperatura media de 28 °C. Se encuentra a 203 metros sobre el nivel medio del mar.Es un destino turístico, ecológico y arqueológico del departamento. Su población es de ancestro indígena mokaná. El patrono es San José, 19 de marzo, puesto por San Luis Beltrán. Tubará celebra, además, la fiesta de este último Santo, el 10 de octubre. 

## Toponimia
El nombre Tubará proviene de la voz indígena arawak ztupará, que significa "mirando hacia el mar".Según otras fuentes, Tubará significa "reunión", porque en ella se reunían todas las parcialidades vecinas para tratar sus asuntos comunes.

## Geografía
Tubará está ubicado en el norte del departamento el Atlántico, a pocos kilómetros de la costa del mar Caribe. Por estar localizado en la zona intertropical y por tener una altura no mayor de 310 metros sobre el nivel del mar, como lo es el cerro de Conuco, tiene un piso térmico cálido de 149, correspondiéndole un clima cálido seco y tropical, dándose una temperatura promedio de 27 °C, que regularmente es constante con ligeras modificaciones en las noches de diciembre y algunas de invierno, que descienden llegando a cubrirse de neblina desde lo alto de los cerros y techos de las casas hasta las calles del pueblo, tal fenómeno solo se da en los municipios de Tubará y Piojó, que tienen las temperaturas más bajas de la región.

## División político-administrativa
Aparte de su cabecera municipal, Tubará tiene bajo su jurisdicción los siguientes centros poblados:
- Corral de San Luis
- Cuatro Bocas
- El Morro
- Guaymaral
- Juaruco
- Nueva Esperanza
- Playa de Edrimán
- Playa Mendoza
- Villas de Palmarito

## Historia

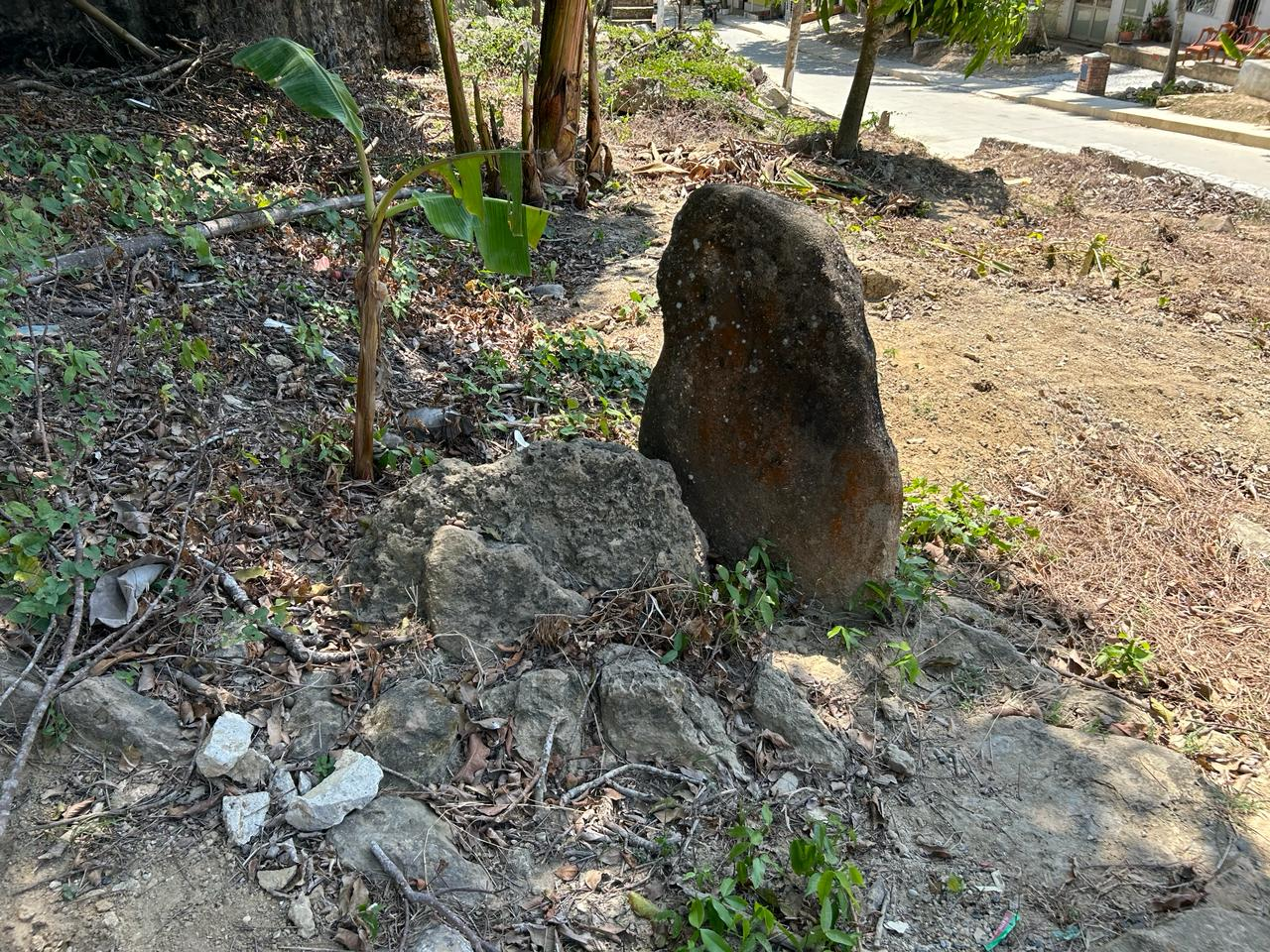
Piedra del Sacrificio

Fundado como un poblado de los indígenas Mocaná en la época precolombina. Fue descubierto el 19 de marzo de 1533 por Pedro de Heredia, gobernador de Cartagena. Al pasar Heredia en viaje para el río Magdalena, los indios de Tubará le hicieron fuerte resistencia, Juan de Vega, uno de los mejores tenientes del gobernador; los indígenas al fin fueron vencidos. Su cacique se llamaba Morotoava, que lo era también de Saco, Hibácharo y Taive (este último pueblo no existe).
Al Noroeste de Tubará, existía el pueblo de Cipacua o de las Hermosas, nombre que le dieron los conquistadores por la hermosura de las mujeres de allí. El cacique, del mismo nombre, lo era a la vez de Oca, otro pueblo de indios que abandonaron sus moradores, dejando todo, al aproximarse los españoles con Heredia a la cabeza y los indios Mahates con su cacique Cambayo, quien se alió al primero para hacerle la guerra al Cipacua.
Heredia prohibió terminantemente que se tomase cosa alguna en este pueblo; pero el Cambayo, a pesar de la orden, y por el odio al Cipacua, de quien era enemigo mortal, se entregó al pillaje, y le prendió fuego a Oca. Los españoles siguieron a Tubará y de allí a Cipacua. Este cacique, cuando supo el desastre de Oca, se dispuso al ataque, pero una vez que se persuadió de que el responsable había sido Cambayo, le brindó amistad a Heredia, y enviándole con 400 viejas bastante alimento para sus tropas, lo invitó a que pasara a su pueblo. Así lo hizo el gobernador con muchos de sus oficiales, quienes quedaron admirados de las hermosas casas y del gran templo en el cual adoraban los indios un puerco espín de oro, que pesaba cinco arrobas y media, el que quitó Heredia, haciéndolos desistir de esta superstición. Heredia ofreció al cacique castigar al Cambayo por su maldad en Oca, y siguió el camino al Magdalena. Todavía se ven las ruinas de Cipacua. Fue doctrina de Padres Dominicanos, y tuvo por patrono a San Pedro Apóstol, 29 de junio.
Cipacua fue encomienda de Jerónimo de Portugal y Córdoba. Entre este pueblo y Tubará hizo construir San Luis Beltrán, junto con Fray Diego de Escurio, cura del primero de los dos lugares, una capilla cuyos cimientos aún existen, para poder cumplir las prácticas religiosas con su compañero de orden. El primer doctrinero de este pueblo fue fray Diego Ramírez, que lo era también de Mahates, en 1533 a 1534.
Otros pueblos indígenas cercanos a Tubará eran Cibarco, Mahates, del cacique Cambayo ya nombrado, y que fue encomienda de Antonio de Heredia y después del capitán Luis Polo del Águila; Saco, Taive, que fue encomienda de Nuño de Castro, a quien sucedió su mujer.
En 1562 llegó de doctrinero a Tubará San Luis Beltrán, quien  vivió allí hasta 1565, tenía el don de lenguas e hizo muchos milagros. Varias veces estuvo expuesto a peligros. Beltrán llegó a bautizar más de 1500 indios en tres años de estadía entre ellos. 
Tubará fue doctrina de padres dominicos, y encomienda de Alonso de Mendoza en 1591; luego del hijo de este, Alonso de Mendoza y Carvajal, alcalde de Cartagena; y, por fin, de la mujer de este, María de Vitoria. 
En 1661, de acuerdo a las leyes de España, el poblado y un radio de 5 leguas a la redonda, fueron reconocidos como resguardo indígena.
Se convirtió en municipio por la Ley 7.ª del 7 de junio de 1833. En 1886, y como resultado de las situaciones de hecho que se generaron por la guerra civil del año anterior, determinadas personas declararon que los indios ya no existían y se declaró "bien vacante" el terreno correspondiente al Resguardo, y vendido en subasta pública, con el objetivo de que particulares pudieran apropiarse del subsuelo, en el que existen hidrocarburos. El comprador revendió el suelo al distrito municipal de Tubará, siendo el único municipio de Colombia dueño de su territorio, no el Estado colombiano.
La iglesia de mampostería fue construida de 1897 a 1898 por el presbítero Pedro María Revollo, cuando atendía a este curato siendo cura de Barranquilla. Al pie del cerro de Cunucos, en el lugar que ocupa hoy el camposanto, existen las ruinas de una iglesia construida por un español y dedicadas San Luis Beltrán en cumplimiento de promesa hecha al santo en medio de un naufragio. 
En 1900 tuvo lugar aquí un combate entre las fuerzas liberales al mando de Manuel Manotas, quien atacó esta población, y las gobiernistas que la defendieron, al mando del capitán Jesús Rentería, venciendo estas.  
El cabildo indígena fue establecido entre 1905 y 1948 y luego nuevamente después de 1991. Aún sobrevive población indígena, especialmente en (sitios no conocidos por habitantes actuales) Coronapagua, Oca y Yaguaro, en varias áreas rurales se establecieron haciendas.

## Economía

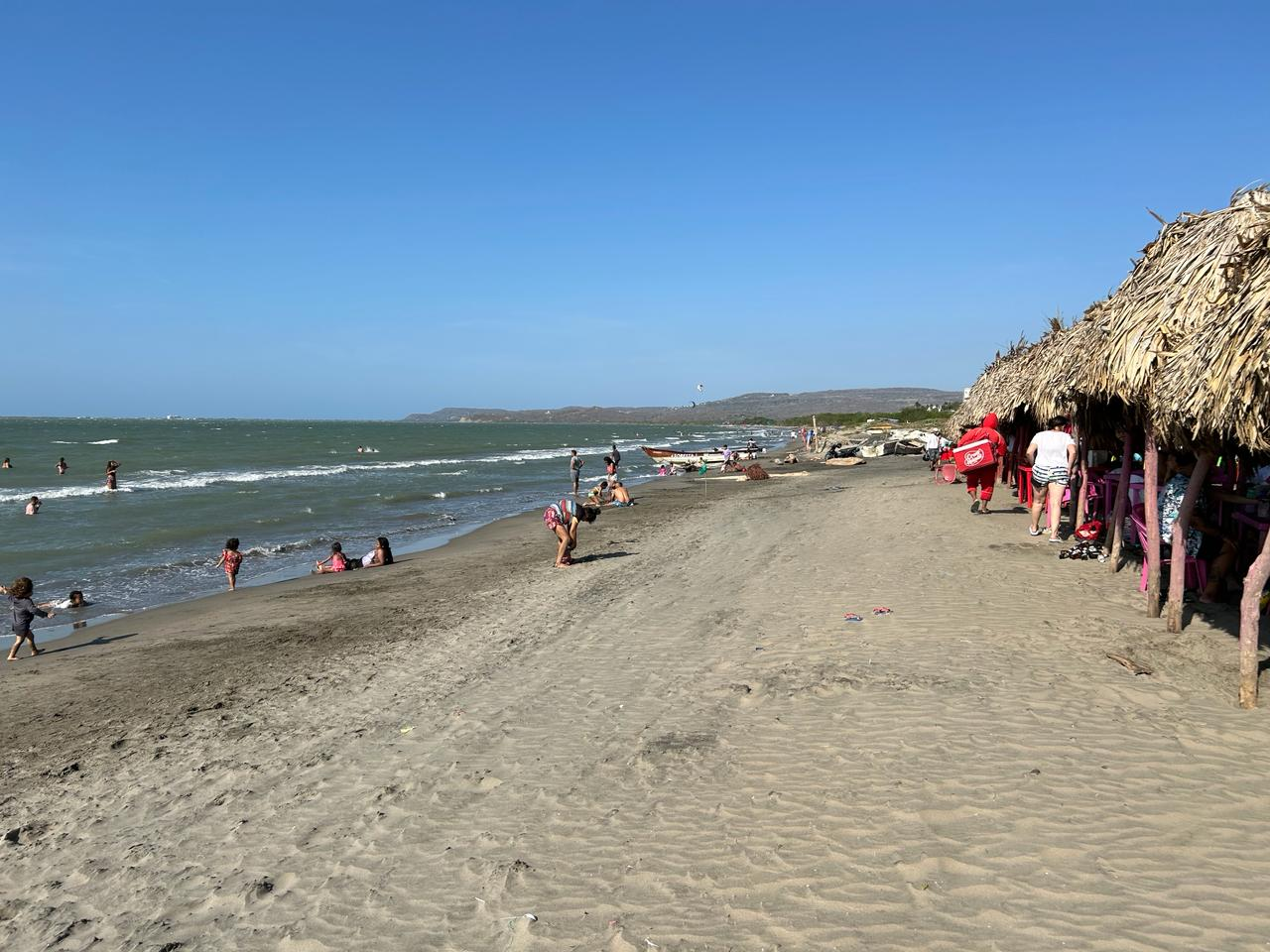
Playa Tubará

La población depende fundamentalmente de la agricultura. Los cultivos principales son maíz, millo, sésamo y yuca. También son actividades muy importantes la ganadería y la pesca. El comercio y los servicios presentan una evolución dinámica y la población que reside en la cabecera llega al 55,8%. Además, algunos habitantes se dedican a la artesanía derivadas del totumo, que es uno de sus cultivos principales.
La actividad turística es de gran importancia en el municipio ya que importantes playas del departamento del Atlántico pertenecen al municipio de Tubará, constituyendo una fuente de ingresos para sus habitantes, destacando la actividad en Puerto Velero, Caño Dulce y Puerto Caimán.
Los servicios de alumbrado público y mobiliario urbano son prestados por Dolmen SA ESP.

## Turismo
Tubará presenta diferentes atractivos turísticos como sitios naturales, históricos y arqueológicos, playas y miradores, dada su topografía escarpada. Varios corregimientos y veredas aledaños son ideales para el ecoturismo y el senderismo, como Juaruco, El Morro y el Corral de San Luis.
- Iglesia de San José.
- Miradores de Tubará, Parque Mirador, Malecón y El Cielo (en El Morro).

- Según una leyenda, en la Piedra del Sacrificio, las madres sacrificaban a los recién nacidos con defectos físicos por orden del cacique.

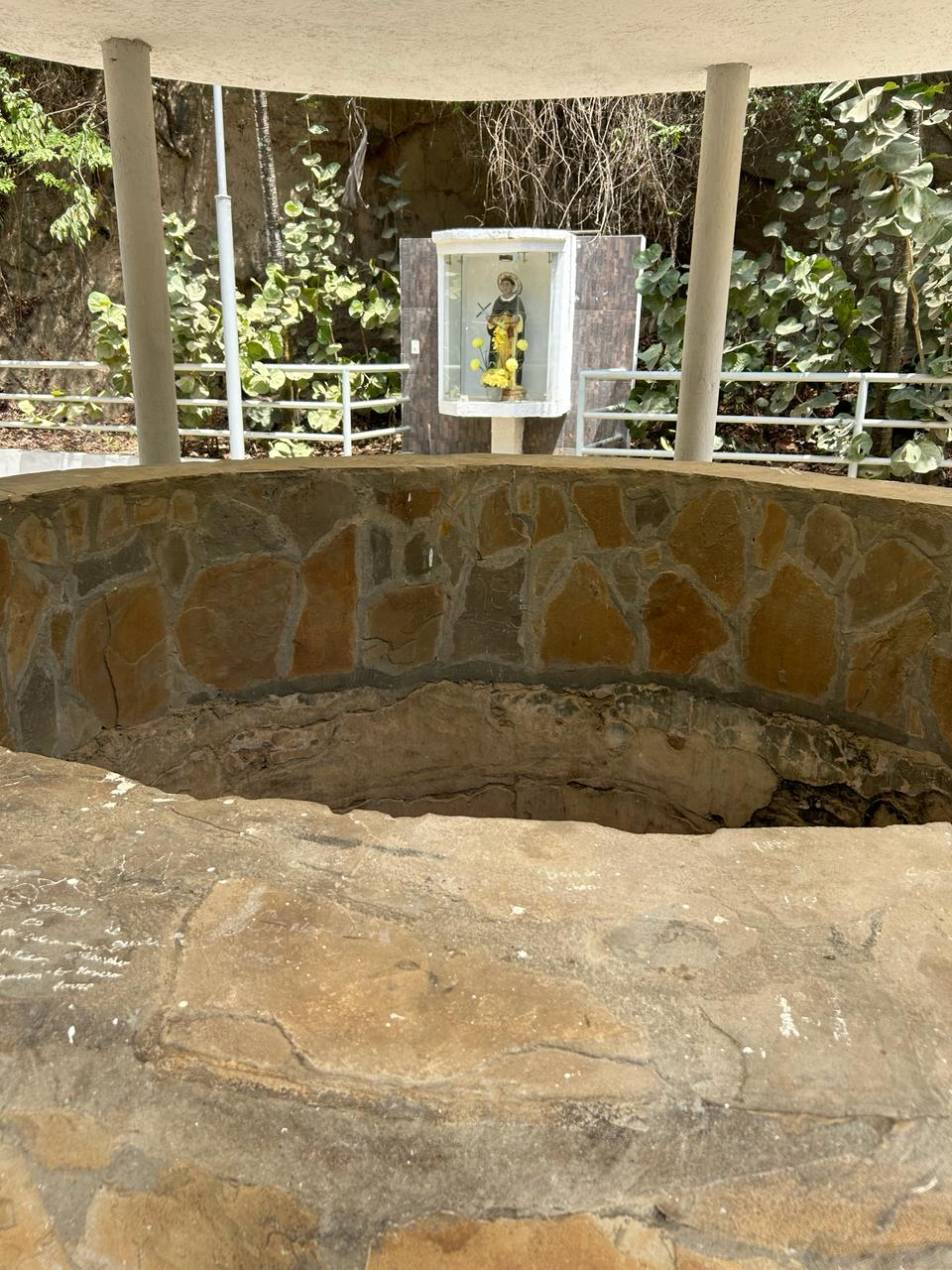
Pozo de San Luis Beltrán

- Pozo de San Luis Beltrán: cuenta la leyenda que en el siglo XVI, durante una sequía, estaban golpeando a un indígena porque no encontraba agua; al ver esto, San Luis Beltrán lloró, clamó a Dios y en el sitio brotó agua del suelo. Luego, con la ayuda de los indígenas cavó la tierra y surgió el pozo.[13]
- En la Casa del Artesano se pueden adquirir artesanías a base de totumo.[13]
- Cuenta con varios balnearios como Puerto Velero, Playa Mendoza, Palmarito, playa Tubará, Puerto Caimán, Caño Dulce y el centro recreacional Turipaná.
- En el corregimiento de El Morro existen petroglifos antropomorfos y zoomorfos, labrados por los indígenas sobre enormes piedras en el lecho del arroyo Camajorú, en el sitio conocido como Piedra Pintada. En el corregimiento del Morro se encuentra el santuario mariano Nuestra Señora del Morro.
- La vereda el Corral de San Luis es un sitio propicio para observación de fauna silvestre, además de poseer balnearios naturales como el chorro de San Luis. Otros corregimientos con riqueza cultural en su gastronomía y paisaje incluyen Guaimaral y las veredas de Pital y Bajo La Habana.
- Festividades: Carnaval, Festival Intermunicipal de la Yuca y el Totumo.[12][14]
- Mariposario en el corregimiento de Guaimaral.

## Servicios públicos
- Energía Eléctrica: Air-e, del grupo EPM, es la empresa prestadora del servicio de energía eléctrica.
- Gas Natural: Gases del Caribe es la empresa distribuidora y comercializadora de gas natural en el municipio.
- Agua y Alcantarillado: Triple A es la empresa prestadora del servicio de agua y alcantarillado.

## Galería

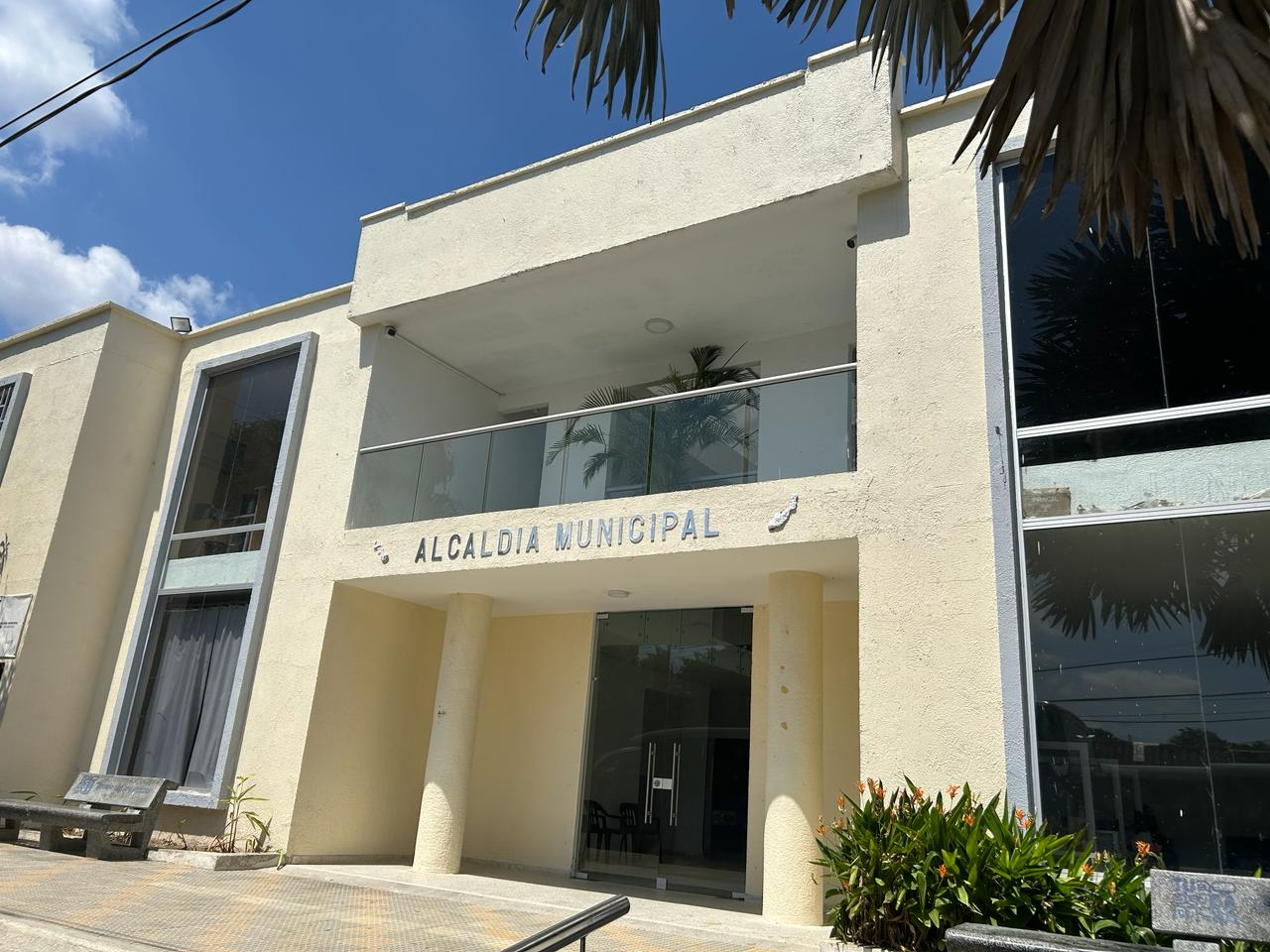
Alcaldía de Tubará
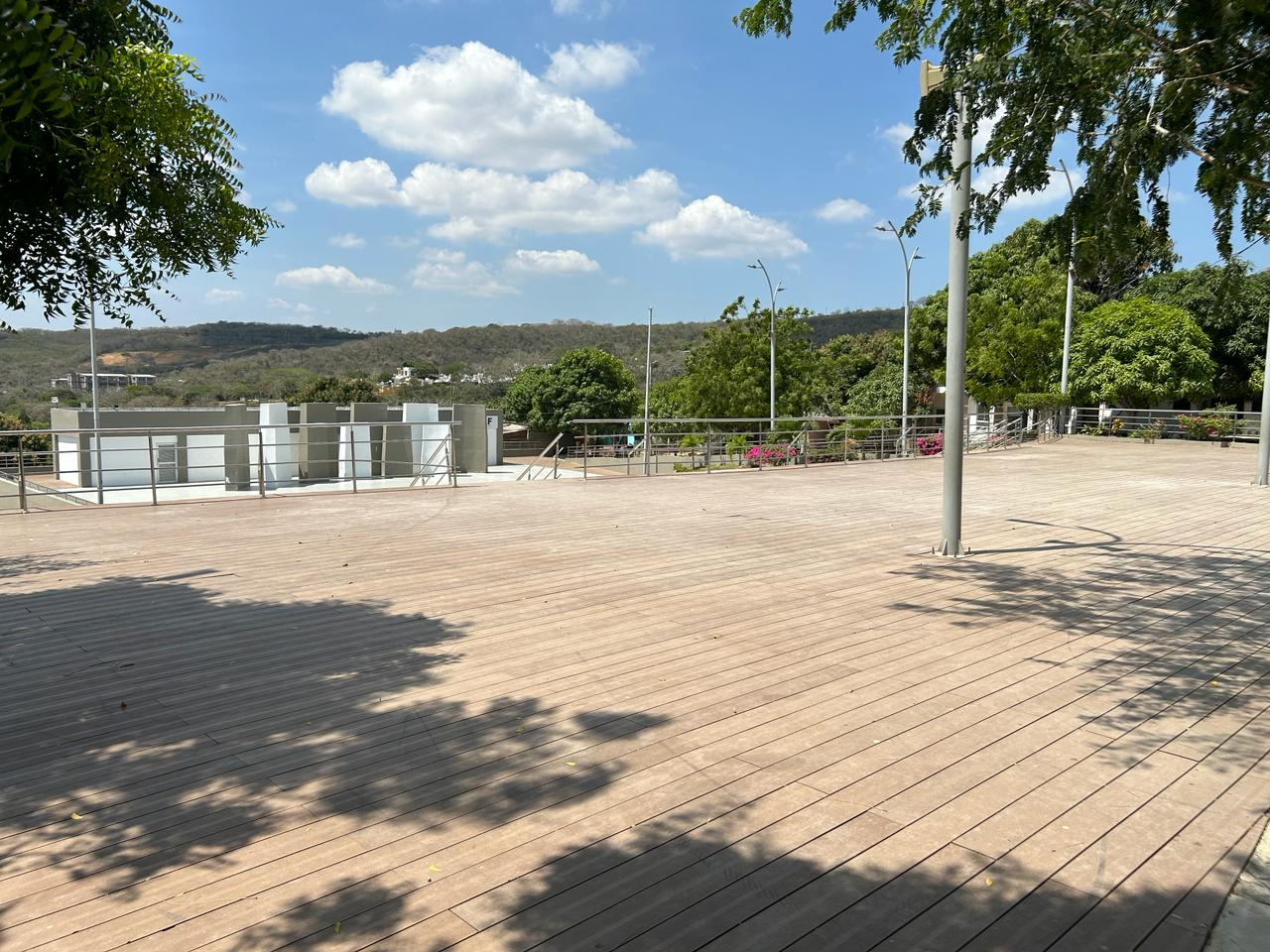
Mirador Tubará
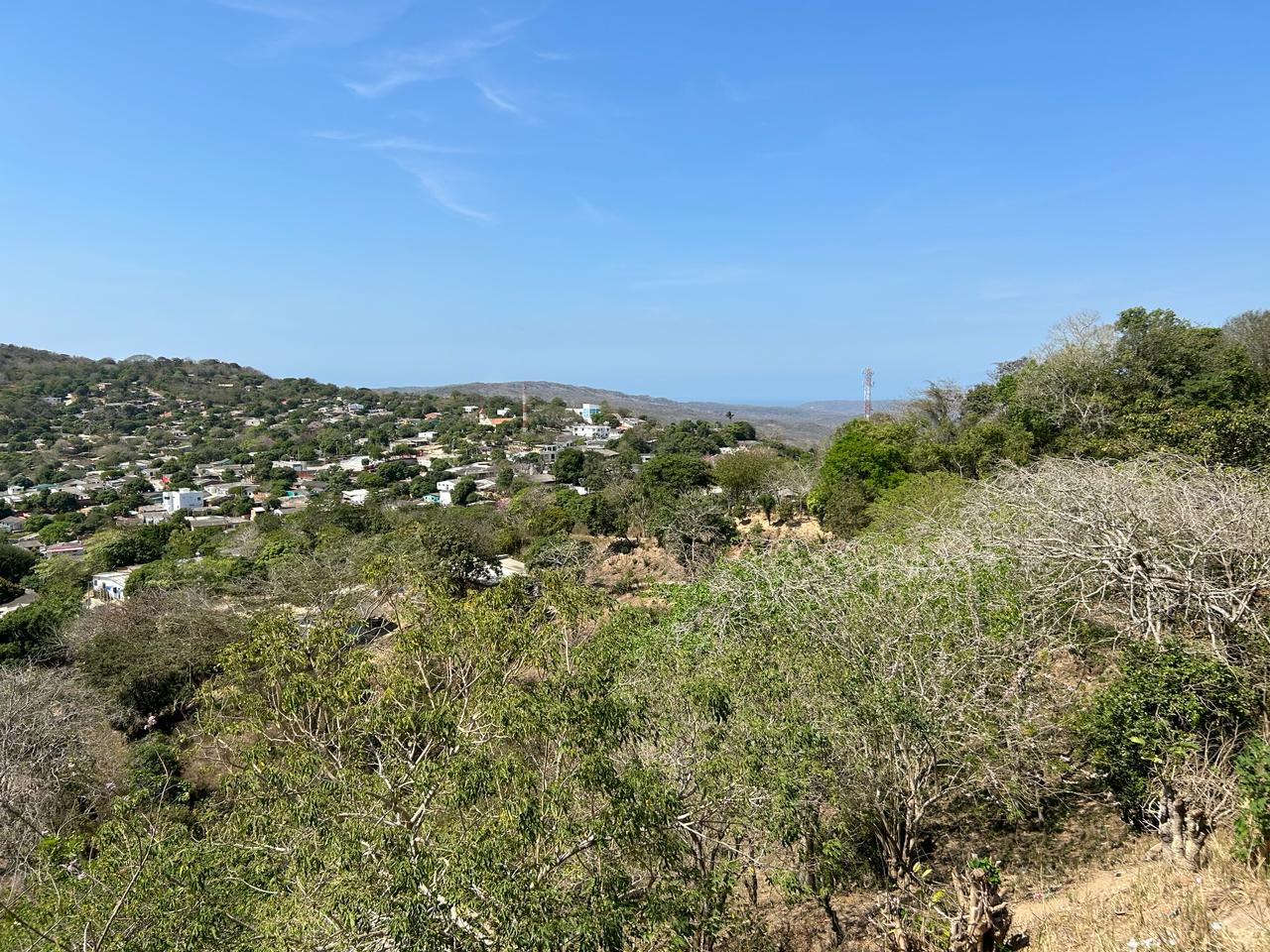
Mirador Malecón
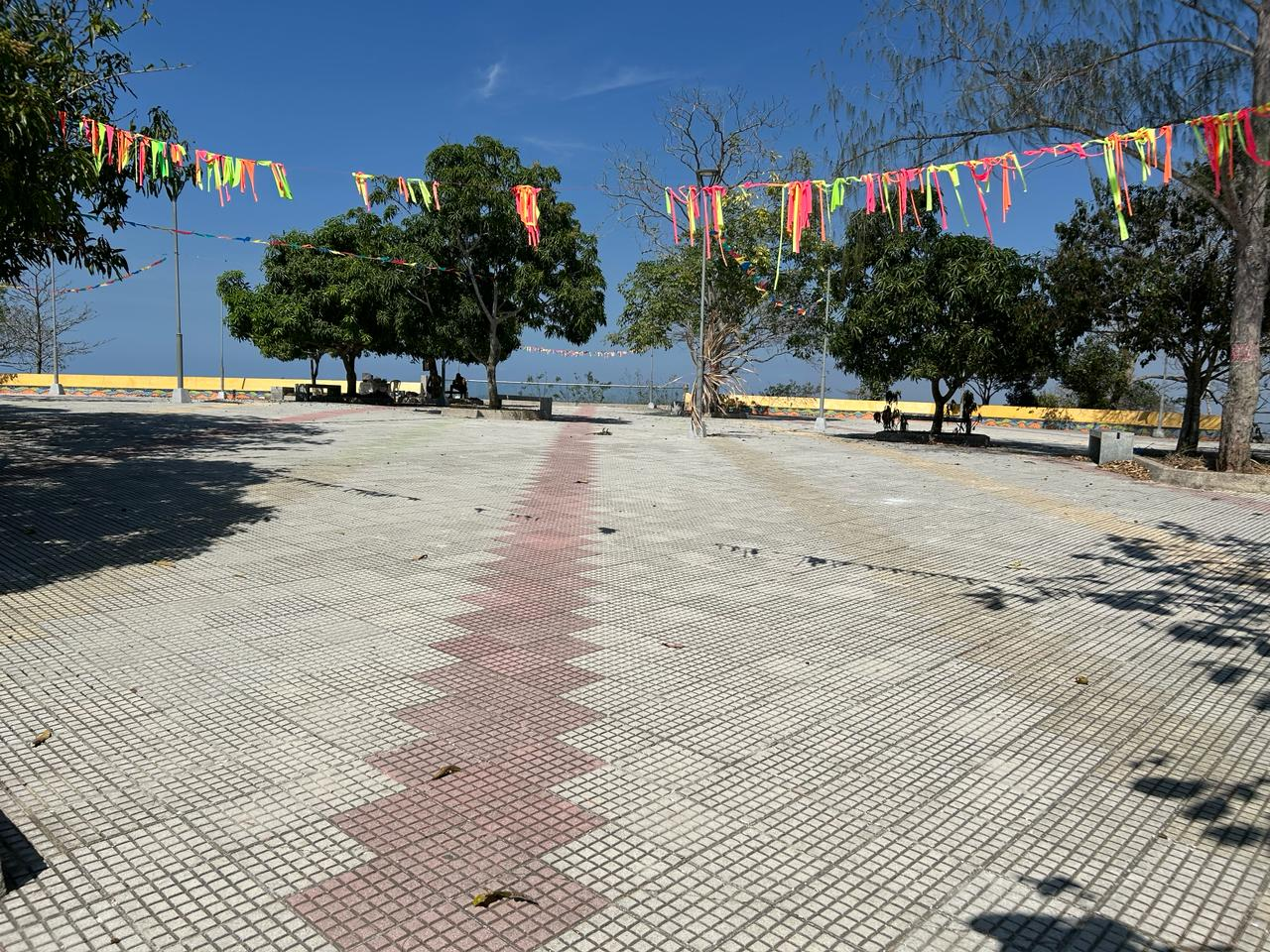
Parque Mirador
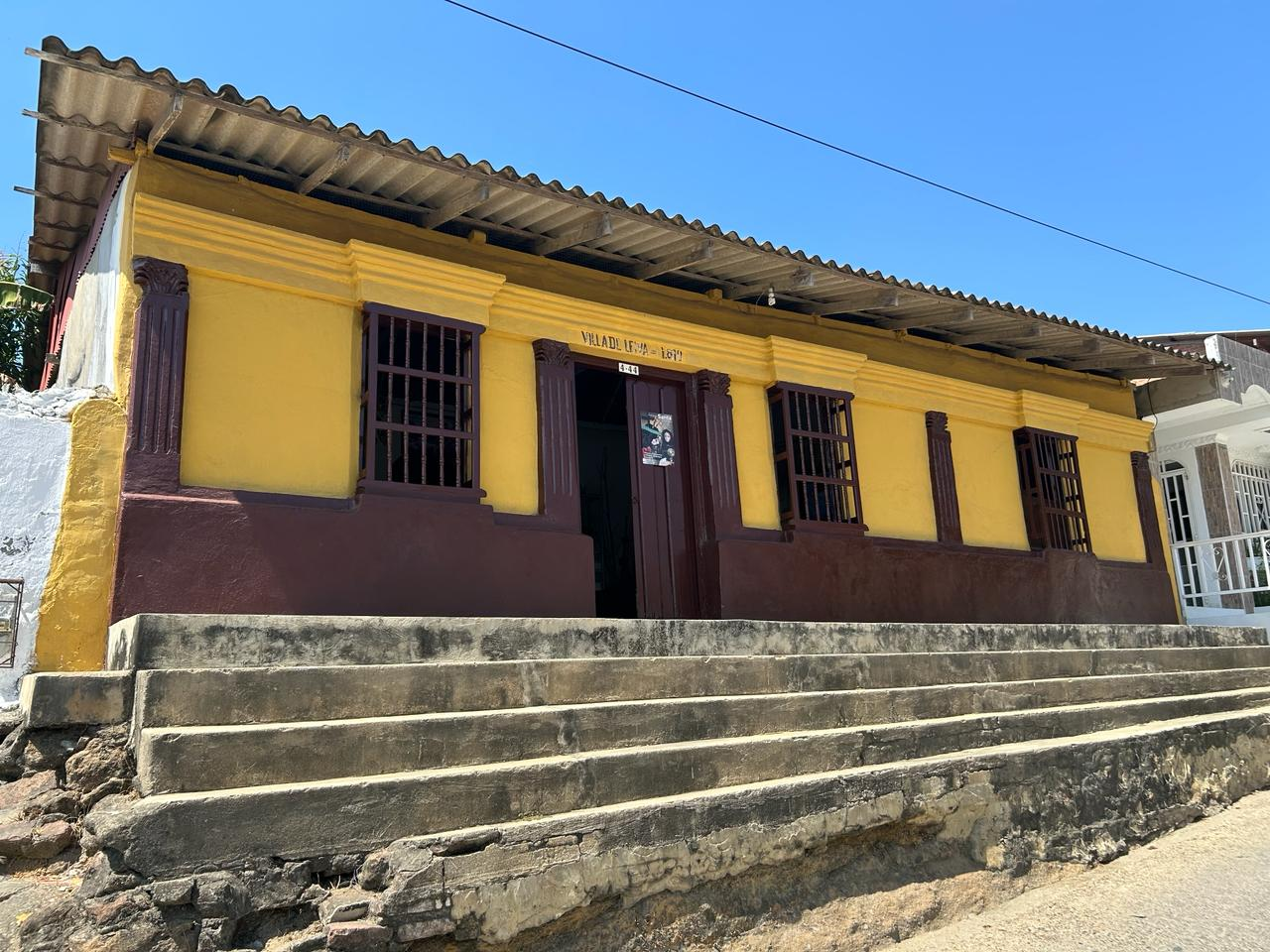
Casa del Artesano
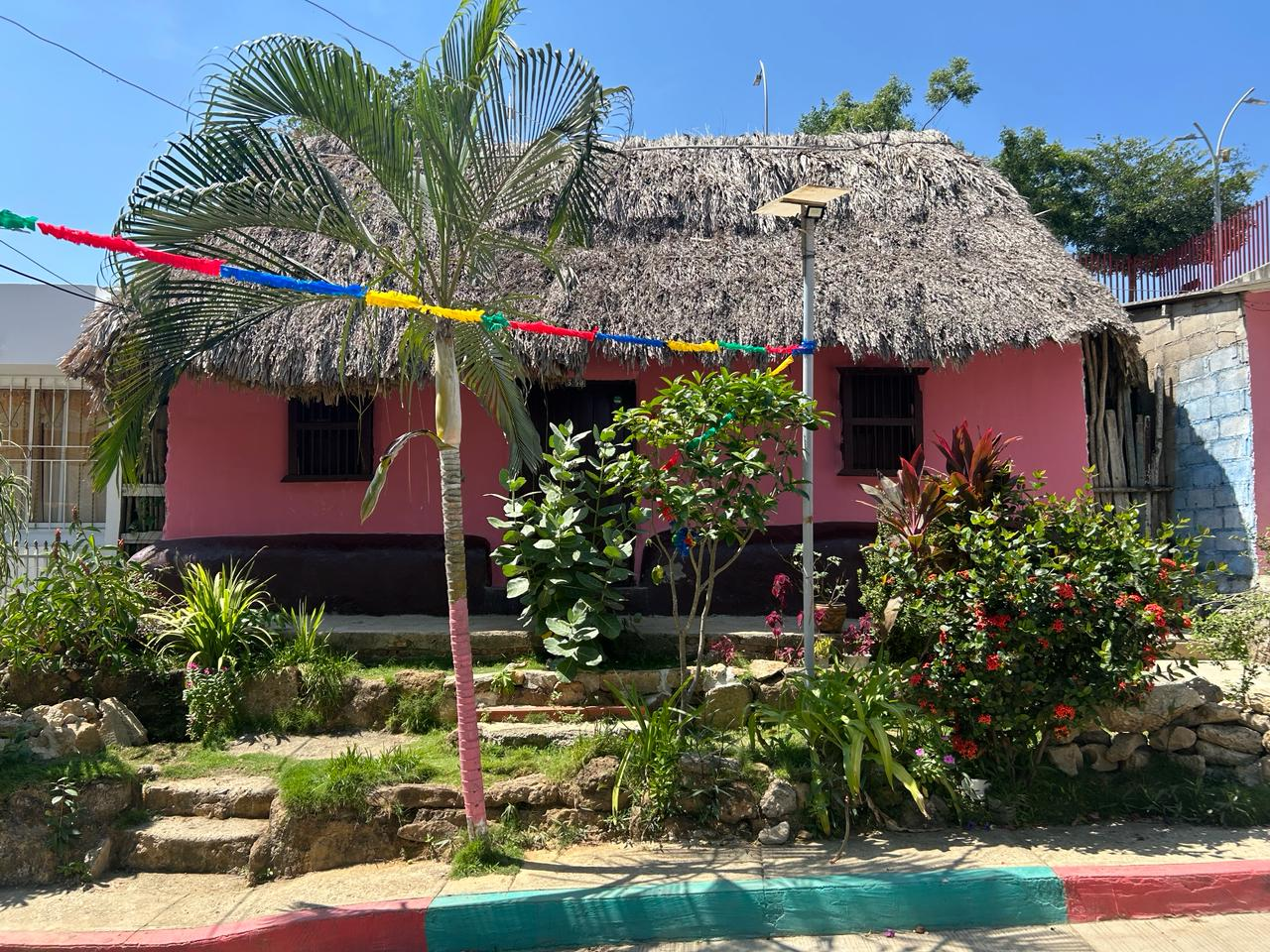
Casa del Gobernador del Cabildo Indígena
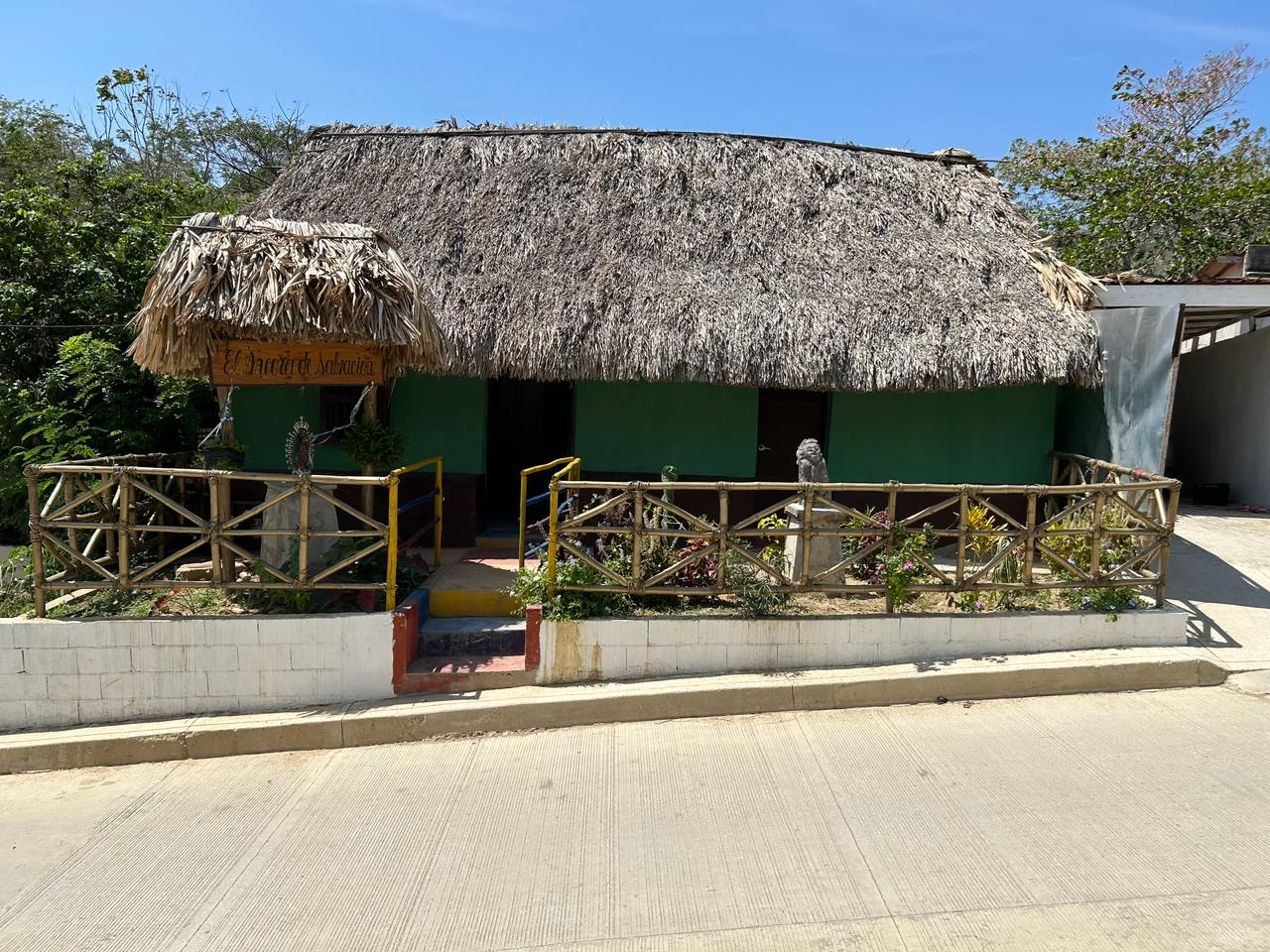
Casa tradicional
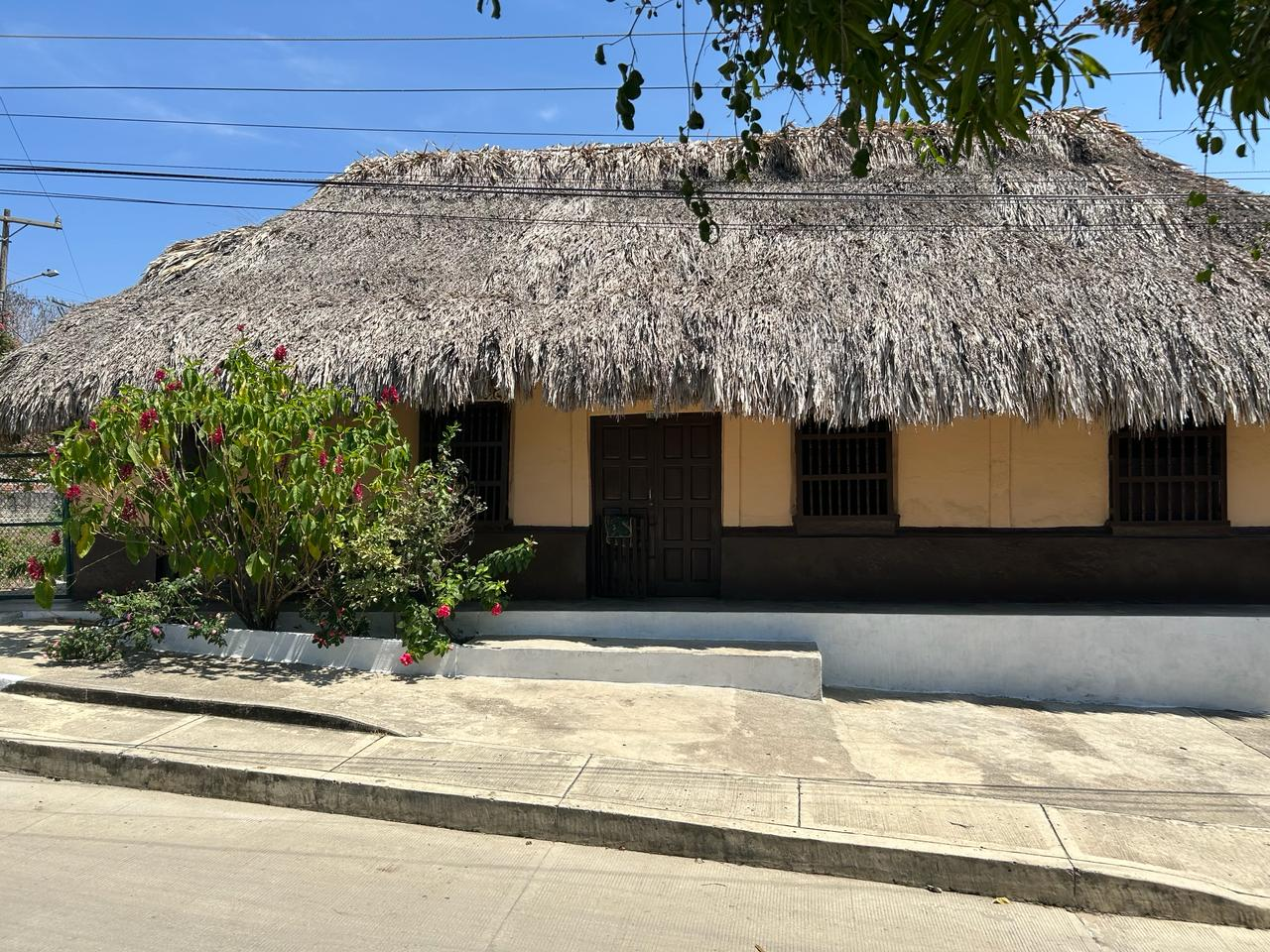
Casa tradicional